# Philodromus afroglaucinus
Philodromus afroglaucinus là một loài nhện trong họ Philodromidae.
Loài này thuộc chi Philodromus. Philodromus afroglaucinus được miêu tả năm 2007 bởi Muster & Robert Bosmans.